# Anteosaure
L'anteosaure (Anteosaurus) és un gènere de sinàpsids extints de la família dels anteosàurids que visqué durant el Permià mitjà en allò que avui en dia és el sud d'Àfrica. Se n'han trobat restes fòssils a les províncies sud-africanes del Cap Occidental i el Cap Septentrional. Era un dinocèfal enorme i d'ossos pesants, amb un crani de fins a 80 cm de llargada. Era un carnívor obligat.